# Femhannet hønsetarm
Femhannet hønsetarm (Cerastium semidecandrum) er en enårig, 3-10 centimeter høj plante i nellike-familien. Arten, der er en typisk tørbundsplante, er udbredt i Europa, Nordafrika og Vestasien. Kronbladene er kortere end bægerbladene og hver blomst har oftest færre end ti støvdragere. Hele planten er klæbrigt håret.

## Forekomst i Danmark
I Danmark er femhannet hønsetarm meget almindelig på tørre overdrev, skrænter, klitter og sandede marker. Den blomstrer her i maj og juni.